# 제이스 알렉산더
제이스 알렉산더(Jace Alexander, 1964년 4월 7일 ~ )는 미국의 영화 감독, 배우이다.
뉴욕에서 태어났다.

## 작품 목록
- 쓰리 인치 (2011년)
- 식스 디그리즈 (2006년)
- 퀸즈 슈프림 (2003년)
- 플레이어(영어판) (1997년)
- 시카고 썬 타임즈 (1996년)
- 클루리스 (1995년)
- 스콜피온 퀸 (1995년)
- 러브 앤 A. 45 (1994년)
- 테일 라이트 (1992년)
- 꿈꾸는 도시 (1991년)
- 오픈 어드미션스 (1988년)
- 여덟명의 제명된 남자들 (1988년)
- 크로커다일 던디 2 (1988년)
- 메이트원 (1987년)

### 텔레비전 드라마 연출
- 로앤오더 (1994-2005)
- 앨리 맥빌 (1998)
- 더 프랙티스 (1998)
- 리지의 사춘기 (2001)
- 프리즌 브레이크 (2005-06)
- 식스 디그리즈 (2006)
- 번 노티스 (2007)
- 로열 페인스 (2009)
- 웨어하우스 13 (2009)
- 레이징 호프 (2010)